# Ototyphlonemertes parmula
Ototyphlonemertes parmula är en djurart som tillhör fylumet slemmaskar, och som beskrevs av Corrêa 1950. Ototyphlonemertes parmula ingår i släktet Ototyphlonemertes och familjen Ototyphlonemertidae. Inga underarter finns listade i Catalogue of Life.